# حسين مؤنس
حسين مؤنس (1911 - 17 مارس 1996م)، كاتب وَمُفكر ومؤرخ مصري.

## سيرته
ولد حسين مؤنس في مدينة السويس في 4 رمضان 1329 هـ الموافق 28 أغسطس 1911م. نشأ في أسرة كريمة، وتعهده أبوه بالتربية والتعليم، فشب محبًا للعلم، مفطورًا على التفوق والصدارة، حتى إذا نال الشهادة الثانوية في التاسعة عشرة من عمره جذبته إليها كلية الآداب بمن كان فيها من أعلام النهضة الأدبية والفكرية، والتحق بقسم التاريخ، ولفت بجده ودأبه في البحث أساتذته، وتخرج سنة (1352 هـ= 1934م) متفوقًا على أقرانه وزملائه، لم يعين حسين مؤنس بعد تخرجه في الكلية؛ لأنها لم تكن قد أخذت بعد بنظام المعيدين، فعمل مترجمًا عن الفرنسية ببنك التسليف، واشترك في هذه الفترة مع جماعة من زملائه في تأليف لجنة أطلقوا عليها «لجنة الجامعيين لنشر العلم» وعزمت اللجنة على نشر بعض ذخائر الفكر الإنساني، فترجمت كتاب «تراث الإسلام» الذي وضعه مجموعة من المستشرقين، وكان نصيب حسين مؤنس ترجمة الفصل الخاص بإسبانيا والبرتغال، ونشر في هذه الفترة أول مؤلفاته التاريخية وهو كتاب «الشرق الإسلامي في العصر الحديث» عرض فيه لتاريخ العالم الإسلامي من القرن السابع عشر الميلادي إلى ما قبل الحرب العالمية الأولى، ثم حصل على درجة الماجستير برسالة عنوانها «فتح العرب للمغرب» سنة 1355 هـ= 1937م.

## الدرجات العلمية
- ليسانس الآداب، قسم التاريخ من كلية الآداب، جامعة القاهرة.
- درجة الماجستير، عام 1943.
- دكتوراه الآداب من جامعة زيورخ بسويسرا، عام 1943.

## التدرج الوظيفي
- مدرس بمعهد الأبحاث الخارجية التابع لجامعة زيورخ (1943 - 1945م).
- أستاذ التاريخ الإسلامي بكلية الآداب، جامعة القاهرة عام 1954م.
- مدير عام بوزارة التعليم إلى جانب عمله في الجامعة من 1955م وحتى 1957م.
- مدير معهد الدراسات الإسلامية في مدريد من 1957م وحتى 1969م.
- أستاذ ثم رئيس قسم التاريخ بجامعة الكويت من 1961م وحتى 1977م.
- رئيس تحرير مجلة الهلال وروايات الهلال وكتاب الهلال، عام 1977م.
- أستاذ غير متفرغ بكلية الآداب، جامعة القاهرة.

## في الجامعة
عين حسين مؤنس بعد حصوله على الماجستير في الجامعة، ثم لم يلبث أن ابتعث إلى فرنسا لاستكمال دراسته العليا، فالتحق بجامعة باريس، وحصل منها سنة 1356 هـ / 1938م) على دبلوم دراسات العصور الوسطى، وفي السنة التالية، حصل على دبلوم في الدراسات التاريخية من مدرسة الدراسات العليا، ثم حيل بينه وبين إكمال دراسته نشوب الحرب العالمية الثانية، فغادر فرنسا إلى سويسرا، وأكمل دراسته في جامعة زيوريخ، ونجح في الحصول على درجة الدكتوراه في التاريخ سنة 1361 هـ / 1943م وعين مدرسًا بها في معهد الأبحاث الخارجية الذي كان يتبع الجامعة.
لما انتهت الحرب العالمية الثانية ووضعت أوزارها عاد إلى مصر سنة 1364 هـ / 1945م وعين مدرسًا بقسم التاريخ بكلية الآداب، وأخذ يرقى في وظائفه العلمية حتى عين أستاذًا للتاريخ الإسلامي في سنة 1373 هـ / 1954م.
إلى جانب عمله بالجامعة انتدبته وزارة التربية والتعليم سنة 1374 هـ / 1955م؛ ليتولى إدارة الثقافة بها، وكانت إدارة كبيرة تتبعها إدارات مختلفة للنشر والترجمة والتعاون العربي، والعلاقات الثقافية الخارجية، فنهض بهذه الإدارة، وبث فيها حركة ونشاطًا، وشرع في إنشاء مشروع ثقافي، عرف بمشروع «الألف كتاب»، ليزود طلاب المعرفة بما ينفعهم ويجعلهم يواكبون الحضارة، وكانت الكتب التي تنشر بعضها مترجم عن لغات أجنبية، وبعضها الآخر مؤلف وتباع بأسعار زهيدة.

## في معهد الدراسات الإسلامية بمدريد
افتتح في مدريد المعهد المصري للدراسات الإسلامية سنة (1369 هـ / 1950م) وكان وراء إنشائه الدكتور طه حسين، بهدف توثيق العلاقات بين مصر وإسبانيا التي عاش المسلمون في رحابها نحوًا من عشرة قرون، وكان أول مدير لهذا المعهد هو الدكتور محمد عبد الهادي أبو ريدة أستاذ الفلسفة بجامعة القاهرة، وبعد قيام الثورة خلفه الدكتور علي سامي النشار، وهو أيضًا من أساتذة الفلسفة الإسلامية، ولم تطل إقامته في المعهد، وتولى الدكتور حسين مؤنس إدارة المعهد في سنة 1373 هـ / 1954م ومكث به عامًا نهض به، واستكمل مكتبته حتى أصبحت من أغنى المكتبات العربية في إسبانيا، وأشرف على مجلة المعهد، وأرسى قواعد النشر بها في قسميها العربي والأوربي، ثم عاد إلى القاهرة.
في أثناء وجوده بالقاهرة كلفته مصلحة الاستعلامات سنة 1376 هـ / 1957م بالقيام برحلة طويلة إلى دول أمريكا اللاتينية، الناطقة بالإسبانية، لتوثيق الروابط بينها وبين مصر، ونجح في إنشاء عدد من المراكز الثقافية بها، يكون على صلة بالمعهد المصري في مدريد. عاد حسين مؤنس مرة أخرى إلى إسبانيا سنة 1377 هـ / 1958م ليتولى إدارة المعهد المصري بها، وظل هناك حتى بلوغه سن التعاقد في سنة1388 هـ/ 1969م وتعد هذه الفترة من أزهى عصور المعهد المصري هناك، فأصبح ملتقى للمستشرقين وأساتذة الجامعة المهتمين بتاريخ المسلمين في الأندلس، وأقبل عدد كبير من الطلاب على دروس اللغة العربية التي ينظمها المعهد، وتردد الجمهور على المحاضرات والندوات التي تعقد، وصارت مجلة المعهد معرضًا لما حفلت به من أبحاث عميقة، تدور حول التاريخ والحضارة في الأندلس، ونشطت مطبوعات المعهد، سواء ما كان بالعربية أو بالإسبانية، وكان يقف وراء هذا النشاط حسين مؤنس ويعاونه في إدارته العالم الكبير محمود علي مكي الذي كان يتولى وكالة المعهد.
تعد هذه الفترة التي قضاها في الأندلس هي أخصب فترات حياته العلمية إنتاجًا فأخرج عددًا كبيرًا من مؤلفاته ومترجماته، وحقق بعض النصوص العربية، بالإضافة إلى مقالاته التي كان يوافي بها جريدة الأهرام، يعرض فيها الجديد مما ينشر في إسبانيا وأوروبا.

## في الكويت
بعد بلوغه سن التعاقد عاد إلى مصر، لكنه لم يستقر فيها طويلا، إذ دعته جامعة الكويت ليعمل بها أستاذًا للتاريخ، ومكث هناك ثماني سنوات حفلت بمختلف النشاط العلمي، فنشر فيها بعض مؤلفاته، وأعاد نشر ما سبق له من إنتاج، ولم يكف عن موالاة الصحف بمقالاته المتنوعة في التاريخ والأدب والاجتماع، وكان له عمود يومي في صحيفة القبس الكويتية بعنوان كلمة طيبة، يسجل فيها ما يعن له من خواطر وأفكار، وبعد أن قضى هناك ثماني سنوات عاد الطير المهاجر إلى أرض الوطن سنة 1397 هـ / 1977م.

## العودة إلى الوطن
لما عاد حسين مؤنس اشتغل أستاذًا غير متفرغ بجامعة القاهرة في قسم التاريخ الذي بدأ حياته العلمية فيه، وفي الوقت نفسه دعته مؤسسة الهلال الصحيفة، ليتولى رئاسة تحرير مجلة الهلال أقدم المجلات الأدبية في العالم العربي، فاستأنف ما كان قد بدأ، في صدر حياته، حيث عمل في إحدى مجلاتها وهي (الإثنين) في الأربعينيات من القرن العشرين.
نهض «مؤنس» بالمجلة في الفترة التي تولى فيها رئاسة تحرير الهلال، وطور في شكلها ونظام إخراجها وجدد في تبويبها، وكانت افتتاحياته لها قطع أدبية رائعة تحمل خبرته وثقافته التي حصلها في عمره المديد، ثم انتقل بعد ذلك إلى مجلة أكتوبر الأسبوعية، وظل يكتب بها حتى وفاته، وكانت مقالاته بالمجلة من أروع وأجمل ما ازدانت به هذه الصحيفة.

## آثاره
تقلب حسين مؤنس في وظائف مختلفة، وشد رحاله إلى بلاد متعددة، ولكن ذلك كله لم يشغله عن التأليف والتصنيف الكثير في عدده، الغزير في مادته، العميق في تناوله، المتنوع في موضوعاته، ويتعجب المرء كيف تسنى ذلك لقلم واحد، ولكن فضل الله يؤتيه من يشاء.

### الكتابة التاريخية
- كتابه الجامع «فجر الأندلس» وهو حجة في موضوعه، استقصى فيه الفترة المبكرة من تاريخ الأندلس في عمق ودقة،
- كتاب «تاريخ المغرب وحضارته من قبل الفتح العربي إلى بداية الاحتلال الفرنسي» في مجلدين كبيرين،
- «معالم تاريخ المغرب والأندلس»، طبع عدة طبعات، منها الطبعة الخامسة سنة 2000.[4]
- «تاريخ الجغرافية والجغرافيين في الأندلس»، وصدر سنة 1967 في مدريد بإسبانيا،[5] وأعيد طبعه سنة 1986م في القاهرة.[6]
- رحلة الأندلس،
- حديث «الفردوس الموعود».
- كتابه «أطلس تاريخ الإسلام» حيث أخرج هو ومجموعة من الباحثين كتاب يجمع ويشرح حركة الفتوح الإسلامية عن طريق الخرائط وأتجاه توسع الدولة الإسلامية وفترات تقزمها مع ملخص تاريخي مختصر.[7]

له كتب متنوعة في الحضارة الإسلامية وفلسفة التاريخ، مثل: «التاريخ والمؤرخون» وكتاب «الحضارة» الذي تصدر أول أعمال سلسلة عالم المعرفة التي تصدرها الكويت، والإسلام حضارة، والإسلام الفاتح، وتناول فيه البلاد التي فتحت دون حرب مثل إندونيسيا ووسط إفريقيا، و«عالم الإسلام» وهو نظرات في سكانه وخصائصه وثقافته وحضارته، وكتاب «المساجد» وهو يصور فيه دورها في بناء الجماعة الإسلامية، ويفيض في تاريخها وتطورها وطرزها المعمارية، و«أطلس تاريخ الإسلام» وهو من أعظم أعماله وأصدقها على صبره ودأبه، و«ابن بطوطة ورحلاته»، و«دراسات في السيرة النبوية»، و«دستور أمة الإسلام».
لم يكن التاريخ المصري الحديث بعيدًا عن قلمه، فوضع فيه مؤلفات قيمة، يأتي في مقدمتها «مصر ورسالتها» وهو دراسة في خصائص مصر ومقومات تاريخها الحضاري ورسالتها في الوجود، و«دراسات في ثورة 1919»، و«باشوات وسوبر باشوات» يرسم فيه صورة مصر في عهدين وينقد فيه ثورة يوليو ومعظم رجالاتها، و«جيل الستينيات». له ترجمة بديعة لنور الدين محمود بطل الحروب الصليبية، صور فيه طموحة وجهاده من أجل تحقيق الوحدة الإسلامية لمواجهة الخطر الصليبي، ويجري في هذا المضمار كتابه «صور من البطولات العربية والأجنبية».

### تحقيق التراث
أخرج طائفة من الكتب: 
- استهلها بتحقيق كتاب «رياض النفوس» لأبي بكر المالكي، وهو في تراجم فقهاء إفريقية وعلمائها في الحقبة الأولى من تاريخها،
- «أسنى المتاجر في بيان أحكام من غلب على وطنه النصارى ولم يهاجر» للونشريسي، وهو كتاب مهم في بيان الأحوال الاجتماعية للعرب المدجنين الذين بقوا في إسبانيا بعد سقوط غرناطة،
- «الدوحة المشتبكة في ضوابط دار السكة» لأبي الحسين علي بن يوسف الحكيم
- «الحلة السيراء» لابن الأبار في مجلدين، وهو يترجم لأعلام الأندلس والمغرب حتى القرن السابع الهجري.

### الترجمة
أسهم مؤنس في مجال الترجمة عن اللغات، وكان يجيد الإنجليزية والفرنسية والإسبانية والألمانية، فشارك مع زميل له في ترجمة كتاب عن الدولة البيزنطية لـ«نورمان بينز» عن الإنجليزية، وترجم كتاب «تاريخ الفكر الأندلسي» لـ«جونثالث بالنثيا» عن الإسبانية، والكتاب موسوعة في الأدب الأندلسي شعره ونثره، وفي الحركة الثقافية المتنوعة التي كانت تموج بها الأندلس، ولم يكتف مؤنس بالترجمة الأمينة عن النص الإسباني، بل ملأ حواشي الكتاب بإضافات قيمة ونصوص كاشفة لما في الكتاب من قضايا.
وتعددت مساهماته في الترجمة إلى النصوص الأدبية الإسبانية، فترجم مسرحية "الزفاف الدامي" للوركا، وثورة الفلاحين" للوب دي فيجا، وترجم عن الإنجليزية مسرحية "ثم غاب القمر" لجون شتاينبك.

### الروايات والقصص
لم يكن حسين مؤنس مؤرخًا فذا فحسب، بل كان أديبًا موهوبًا، صاحب بيان وأسلوب، ولو تفرغ للأدب لكان له شأن كبير، وما تركه من إبداع في ميدان الكتابة الأدبية شاهد على ملكاته الأدبية في الرواية والقصة القصيرة والأدب المسرحي، فمن أعماله القصصية «إدارة عموم الزير» تدور حول البيروقراطية المصرية، وبلغ من شهرة هذا القصة، أن سارت مثلا سائرًا بين الناس، «وأهلا وسهلاً» و«الجارية والشاعر» وحكايات «خيرستان»، و«قصة أبو عوف» و«غدا تولد شمس أخرى».
من اروع كتاباته أيضا«(حكايات من أيام زمان) ويحكي فيه رحلة حصوله علي درجة الدكتوراه والتي ارتحل من اجلها بين عدة دول اوروبيه، فخرج لنا مزيجا» من ادب الرحلات ودراسه انسانيه ومتعه تاريخيه، جمعت كلها في سيره ذاتيه صادقه، والتي صاغها بحرفيه في اطار روائي عاطفي قلما ما نراه..

### المقالات الصحفية
إلى جانب هذا كان له نشاط واسع في الصحافة بدأ منذ عهد مبكر أيام تخرجه في الجامعة، فنشر مئات المقالات المتنوعة في الأهرام والأخبار والمصور والإثنين والهلال والعربي وغيرها، بالإضافة إلى البحوث العلمية الرصينة التي نشرها في المجلات المتخصصة مثل مجلة الجمعية التاريخية، ومجلة كلية الآداب، وعالم الفكر، ومجلة المعهد المصري للدراسات الإسلامية بمدريد وغيرها من الدوريات؛ وهو ما أكسبه مكانة كبيرة بين أعلام عصره في العالم العربي.

## تقدير الهيئات العلمية
لقي حسين مؤنس تقدير الهيئات العلمية، فدعي أستاذًا زائرًا في كثير من جامعات العالم، فحاضر في جامعات جامعة الرباط ولندن، ودرهام، وأندرو، وكمبردج، وإدنبره، وهامبورغ، وبون، واختير عضوًا في كثير من المجامع العلمية، مثل الجمعية المصرية التاريخية، والمجمع العلمي المصري، والمجلس الأعلى للفنون والآداب، والمجالس القومية المتخصصة، وانتخب عضوًا في مجمع اللغة العربية بالقاهرة سنة 1405 هـ / 1985م، وكرمته مصر فمنحته جائزتها التقديرية سنة 1406 هـ / 1986م كما نال عدة أوسمة من دول مختلفة.

## الجوائز والأوسمة
- جائزة الدولة التشجيعية في العلوم الاجتماعية من المجلس الأعلى لرعاية الفنون والآداب والعلوم الاجتماعية، عام 1965.
- وسام العلوم والفنون من الدرجة الأولى، عام 1966.
- جائزة الدولة التقديرية في العلوم الاجتماعية من المجلس الأعلى للثقافة، عام 1986.

## وفاته
ظل حسين مؤنس وافر النشاط متوقد الذهن على الرغم من كبر سنه، وضعف قدرته على الحركة، وملازمته للمنزل حتى توفي في 27 شوال 1416هـ الموافق 17 مارس 1996م.

### فهرس المراجع
1. ↑  شوقي ضيف ـ كلمة في استقبال العضو الجديد الدكتور حسين مؤنس ـ مجلة مجمع اللغة العربية ـ القاهرة الجزء السابع والخمسون ـ 1406هـ = 1985
ص55
2. ↑  حسين مؤنس.. عن الأندلس وإليها
09 أكتوبر 2018 -العربي الجديد -علي الاحمد
3. ↑  حسين مؤنس محارب من أجل التاريخ العربى والإسلامى
الأحد 8 من صفر 1444 هــ 4 سبتمبر 2022 السنة 147 العدد 49580
صبري الموجي -الاهرام
4. ↑  حسين مؤنس (2000). معالم تاريخ المغرب والأندلس (ط. 5). القاهرة: دار الرشاد. ج. 1. ISBN:977-5324-50-5. QID:Q126075516.
5. ↑  حسين مؤنس (1967)، تاريخ الجغرافية والجغرافيين في الاندلس: بحث في الملكة العلمية العربية عن طريق تاريخ علم واحد فى بلد عربي واحد، مدريد، OCLC:957301640، QID:Q113645948{{استشهاد}}:  صيانة الاستشهاد: مكان بدون ناشر (link)
6. ↑  حسين مؤنس (1986)، تاريخ الجغرافية والجغرافيين في الاندلس: بحث في الملكة العلمية العربية عن طريق تاريخ علم واحد فى بلد عربي واحد (ط. 2)، القاهرة: المنظمة العربية للتربية والثقافة والعلوم، مكتبة مدبولي، OCLC:236030602، QID:Q113645931
7. ↑  حسين مؤنس (1987). "أطلس تاريخ الإسلام". القاهرة (ط. 1). القاهرة: الزهراء للإعلام العربي. ISBN:978-977-14-7049-6. OCLC:1230076515. OL:13162429M. QID:Q6824741.
8. ↑  حسين مؤنس (1 يناير 1978)، الحضارة: دراسة في أصول وعوامل قيامها وتطورها، عالم المعرفة (1) (ط. 1)، مدينة الكويت: المجلس الوطني للثقافة والفنون والآداب، OCLC:9676465، QID:Q112669605
9. ↑  حسين مؤنس (1 يناير 1981)، المساجد، عالم المعرفة (37)، مدينة الكويت: المجلس الوطني للثقافة والفنون والآداب، OCLC:22152734، QID:Q113434989